# Slim Callaghan greift ein
Slim Callaghan greift ein ist eine Schwarz-Weiß-Krimiserie nach der Slim-Callaghan-Reihe von Peter Cheyney und wurde ab 6. Juli 1964 montags um 19.00 Uhr im ZDF erstausgestrahlt. Die Pidax Film veröffentlichte am 13. Dezember 2013 alle acht Folgen restauriert als Doppel-DVD.

## Handlung
Der Privatdetektiv Slim Callaghan betreibt in München eine renommierte Detektei. Ursprünglich stammt er aus Kanada und arbeitet vornehmlich für die Versicherungsbranche, für die er Wertgegenstände wiederbeschafft. Er wird unterstützt durch seine Sekretärin Steffie. Seine hervorragenden Kontakte zur hiesigen Polizei, insbesondere zu Kriminalinspektor Dallmüller, helfen ihm dabei.

## Folgen
1. Tanz um Mitternacht (6. Juli 1964)
2. Die Falle (27. Juli 1964)
3. Die Erbschaft (3. August 1964)
4. Einladung zum Mord (10. August 1964)
5. Liebelei in Moll (17. August 1964)
6. Unter Mordverdacht (24. August 1964)
7. Das Halsband der Kaiserin (31. August 1964)
8. Weißer Flieder (7. September 1964)